# 구보다
구보타(일본어: クボタ)는 일본의 산업기계 및 건축재료 제조사로, 오사카부 오사카시 나니와구에 본사가 있다. 농기계 제조업체로써는 일본 내 1위, 세계 3위에 달한다. 대한민국의 지사명은 한국구보다로 표기한다.